# Gosuke
Gosuke (ごすけ) est un prénom japonais masculin.

## En kanji
Ce prénom peut s'écrire :
- 五介 : cinq et aide
- 五助 ou 伍助 : cinq et assistance
- 語助 : mot et assistance
- 剛介 : fort/courageux et aide

## Personnalités
- Gosuke Yamashita, pilote de vitesse moto japonais
- Gosuke Yokota, gouverneur du mandat des îles du Pacifique

## Dans la fiction
- Gosuke, un personnage du film Edo Porn.
- Gosuke, un personnage du film Samurai Fiction.
- Gosuke, un personnage de la série télévisée X-Or.
- Gosuke Domon (土門剛介), un personnage du manga Dokaben.
- Gosuke Gama (賀間剛介), un personnage du manga Dokaben.
- Gosuke Hata (畑 五助), un personnage du manga Whistle!.
- Gosuke Shimizu, un personnage du film Godzilla vs. Mechagodzilla.
- Gosuke Udagawa (宇田川 伍助), un personnage du manga Samurai Usagi.